# 吉莱尔
吉莱尔（法語：Guilers，法語發音：[ɡilɛʁ]）是法国菲尼斯泰尔省的一个市镇，位于该省西北部，属于布雷斯特区。

## 地理
吉莱尔（48°25'32"N, 4°33'29"W）面积18.98 平方千米，位于法国布列塔尼大區菲尼斯泰尔省，该省份为法国最西部的省份，位于布列塔尼半岛西部，北西南三面环大西洋，东临阿摩尔滨海省和莫尔比昂省。
与吉莱尔接壤的市镇（或旧市镇、城区）包括：博阿尔、布雷斯特、普卢扎内、圣勒南、米利扎克-吉普龙韦勒。

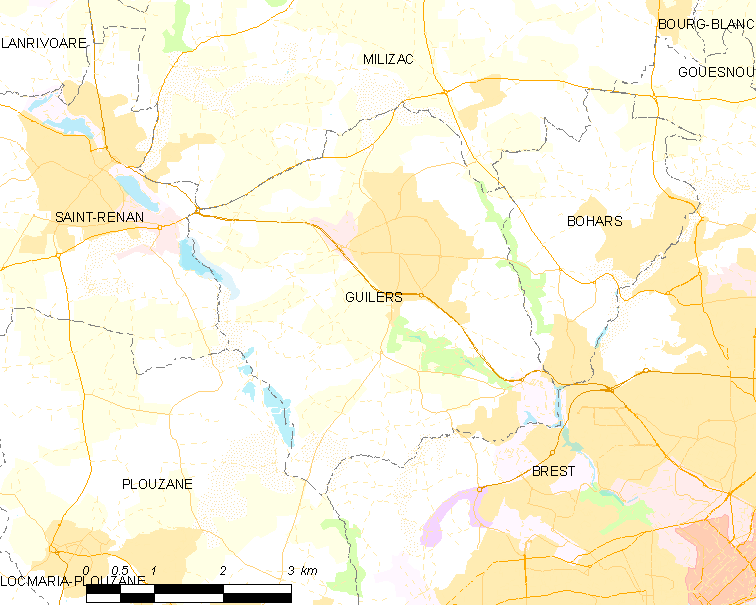
吉莱尔的OSM定位图

吉莱尔的时区为UTC+01:00、UTC+02:00（夏令时）。

## 行政
吉莱尔的邮政编码为29820，INSEE市镇编码为29069。

## 政治
吉莱尔所属的省级选区为布雷斯特第四县。

## 人口

1962-2008年间吉莱尔人口变化图示

吉莱尔于2022年1月1日时的人口数量为8221人。